# Вабукала, Элиуд
Элиуд Вабукала (род. 1951 год, Бунгома (город), Кения) — пятый архиепископ Англиканской церкви Кении, избранный 24 апреля 2009 года. Он сменил архиепископа Вениамина Нзимби, ушедшего на пенсию. Бывший глава Комиссии по этике и борьбе с коррупцией (EACC).

## Молодость и учёба
Родился в округе Бунгома (округ), расположенном в Западной провинции на границе с Угандой. Элиуд вырос в англиканской семье. С детства ежедневно преодолевал по 10 км по дороге в начальную школу Малакиси. Затем он поступил в начальную школу Бутонге и среднюю школу для мальчиков Коланьи, где закончил обучение в 1969 году. После этого он работал учителем в средней школе Бутонге, помогая обучать своих двух сестер и пятерых братьев. 
Он начал работать канцелярским чиновником в офисе комиссара провинции Накуру, а затем был повышен до уровня второго окружного чиновника в Нароке. Он пришел к выводу, что это не было его призванием, поэтому он вернулся к обучению без подготовки в Китале в 1972 году. 
Он поступил в педагогический колледж Каймоси, чтобы стать квалифицированным учителем, закончив учёбу в 1974 году. Вабукала пошёл работать квалифицированным учителем в начальную школу Найфарм, школу в Китале, которую впоследствии перевели в Бунгому. Там его повысили до инспектора школ, отвечающего за зону Бутонге в округе Сирисия.

## Карьера
Вабукала покинул свой пост и был избран первым епископом Бунгомы 13 октября 1996 года, оставаясь на этом посту в течение следующих 12 лет. Вабукала был избран архиепископом Кении 24 апреля 2009 года, сменив уходящего архиепископа Бенджамина Нзимби.
В 2017 году Вабукала был назначен бывшим президентом Ухуру Кеньяттой главой Комиссии по этике и борьбе с коррупцией (EACC).
В 2023 году Элиуд Вабукала ушёл в отставку со своего поста председателя EACC.

## Общественная деятельность
Вакубала встречался с Мун Хён Джином, сыном Мун Сон Мёна в 2010 году и принимал участие на организованном Муном панафриканском Глобальном конвенте мира на котором также участвовали глава государства Мваи Кибаки, Президент Эфиопии Гырма Уольдэ-Гийоргис, министр информации и коммуникаций Нигерии Лабаран Маку, вице-президент Кении Калонзо Мусёка, премьер-министр Кении Райла Одинга, министр иностранных дел Кении Джордж Сайтоти лауреат Нобелевской премии мира Вангари Маатаи.

## Семья
У архиепископа пятеро взрослых детей. В 2010 году он овдовел.

## Примечание
1. ↑  Peter Leftie. Wabukala picked to head ACK. Daily Nation (24 апреля 2009). Дата обращения: 17 августа 2009. Архивировано 1 сентября 2012 года.
2. ↑  Eliud Wabukala's 6-year term as EACC chair comes to an end (неопр.). Citizen Digital (17 января 2023). Дата обращения: 18 января 2024. Архивировано 18 января 2024 года.
3. ↑  Elsa Buchanan. Kenya: Who is Bishop Eliud Wabukala, the first clergyman to lead the fight against corruption? (англ.). International Business Times UK (23 января 2017). Дата обращения: 31 мая 2023. Архивировано 31 мая 2023 года.
4. ↑  Lilian Aluanga-Delvaux. Eliud Wabukala gives last sermon as church head (англ.). The Standard. Дата обращения: 31 мая 2023. Архивировано 31 мая 2023 года.
5. ↑  Wabukala picked to head ACK (англ.). Nation (3 июля 2020). Дата обращения: 31 мая 2023. Архивировано 31 мая 2023 года.
6. ↑  Roselyne Obala and Cyrus Ombati. Full in-tray for Eliud Wabukala at Ethics and Anti-Corruption Commission (англ.). The Standard. Дата обращения: 31 мая 2023. Архивировано 31 мая 2023 года.
7. ↑  Fred Kagonye. EACC chairperson Eliud Wabukala retires from office (англ.). The Standard. Дата обращения: 31 мая 2023. Архивировано 31 мая 2023 года.
8. ↑  EACC chairman Eliud Wabukala exits after 6-year-term (англ.). Nation (17 января 2023). Дата обращения: 31 мая 2023. Архивировано 31 мая 2023 года.
9. ↑  Из правительственного сайта. Дата обращения: 19 октября 2011. Архивировано 27 ноября 2013 года.
10. ↑  Из правительственного сайта. Дата обращения: 19 октября 2011. Архивировано 27 ноября 2013 года.
11. ↑  Из правительственного сайта Архивная копия от 28 сентября 2013 на Wayback Machine
12. ↑  Kibaki calls for Somalia support, Daily Nation, November 18, 2010